# Рассылкино
Рассылкино — деревня в Венёвском районе Тульской области России.
В рамках административно-территориального устройства входит в Поветкинский сельский округ Венёвского района, в рамках организации местного самоуправления включается в Центральное сельское поселение.

## География
Расположена в 51 км к северо-востоку от Тулы и в 11 км к юго-востоку от райцентра города Венёв.

## Население
| 2002 | 2010 |
| ---- | ---- |
| 130  | ↘109 |

Население — 109 чел. (2010).